# Kyle Edwards
Kyle Edwards, né le 17 février 1998 à Dudley en Angleterre, est un footballeur anglais qui joue au poste de milieu de terrain au Stevenage FC.

## Biographie

### En club
Formé par West Bromwich Albion, Kyle Edwards commence sa carrière à Exeter City, en League Two, où il est prêté lors de la saison 2017-2018 par WBA.
Le 26 janvier 2018, il prolonge son contrat avec West Bromwich jusqu'en 2020.
Après son prêt, il effectue son retour à West Bromwich Albion lors de la saison 2018-2019 de Championship. Il joue son premier match en faveur de son club formateur le 14 août 2018, à l'occasion d'une rencontre de Coupe de la Ligue face à Luton Town, en entrant en jeu à la place de Matt Phillips. Son équipe s'impose sur le score de un but à zéro ce jour-là. Le 24 août suivant, il inscrit son premier but pour West Bromwich, dans cette même compétition, face à Mansfield Town, permettant à son équipe de s'imposer (2-1).
Le 9 août 2021, Kyle Edwards signe un contrat de trois ans avec Ipswich Town, club évoluant alors en League One (D3).
Le 1er septembre 2023, il est prêté à Oxford United.
Le 16 janvier 2024, il rejoint Oxford United.
Le 3 février 2025, lors du mercato hivernal, Kyle Edwards signe en faveur du Stevenage FC.

### En sélection
Kyle Edwards joue son premier match avec l'équipe d'Angleterre des moins de 20 ans le 11 octobre 2018, face à l'Italie. L'Angleterre remporte la partie sur le score de deux buts à un.

## Statistiques
| Saison                | Club                    | Championnat           | Championnat | Championnat | Championnat | Coupe nationale | Coupe nationale | Coupe nationale | Coupe de la Ligue | Coupe de la Ligue | Coupe de la Ligue | Play-offs | Play-offs | Play-offs | Football League Trophy | Football League Trophy | Football League Trophy | Total | Total | Total |
| Saison                | Club                    | Division              | M.          | B.          | P.d.        | M.              | B.              | P.d.            | M.                | B.                | P.d.              | M.        | B.        | P.d.      | M.                     | B.                     | P.d.                   | M.    | B.    | P.d.  |
| 2018-2019             | West Bromwich Albion    | Championship          | 6           | 1           | 0           | 2               | 0               | 0               | 3                 | 1                 | 0                 | -         | -         | -         | -                      | -                      | -                      | 11    | 2     | 0     |
| 2019-2020             | West Bromwich Albion    | Championship          | 26          | 2           | 0           | 3               | 0               | 2               | 1                 | 0                 | 0                 | -         | -         | -         | -                      | -                      | -                      | 30    | 2     | 2     |
| 2020-2021             | West Bromwich Albion    | Premier League        | 5           | 0           | 0           | 1               | 0               | 0               | 2                 | 0                 | 1                 | -         | -         | -         | -                      | -                      | -                      | 8     | 0     | 1     |
| Sous-total            | Sous-total              | Sous-total            | 37          | 3           | 0           | 6               | 0               | 2               | 6                 | 1                 | 1                 | -         | -         | -         | -                      | -                      | -                      | 49    | 4     | 3     |
| 2017-2018             | Exeter City (prêt)      | League One            | 23          | 0           | 2           | 2               | 0               | 1               | -                 | -                 | -                 | 1         | 1         | 0         | 2                      | 1                      | 0                      | 28    | 2     | 3     |
| Sous-total            | Sous-total              | Sous-total            | 23          | 0           | 2           | 2               | 0               | 1               | -                 | -                 | -                 | 1         | 1         | 0         | 2                      | 1                      | 0                      | 28    | 2     | 3     |
| 2021-2022             | Ipswich Town FC         | League One            | 18          | 0           | 0           | 2               | 0               | 0               | -                 | -                 | -                 | -         | -         | -         | 2                      | 0                      | 0                      | 22    | 0     | 0     |
| 2022-2023             | Ipswich Town FC         | League One            | 32          | 3           | 1           | 5               | 0               | 2               | 1                 | 0                 | 0                 | -         | -         | -         | 3                      | 0                      | 4                      | 41    | 3     | 7     |
| Sous-total            | Sous-total              | Sous-total            | 50          | 3           | 1           | 7               | 0               | 2               | 1                 | 0                 | 0                 | -         | -         | -         | 5                      | 0                      | 4                      | 63    | 3     | 7     |
| 2023-2024             | Oxford United FC (prêt) | League One            | 5           | 1           | 1           | -               | -               | -               | -                 | -                 | -                 | -         | -         | -         | 1                      | 1                      | 0                      | 6     | 2     | 1     |
| 2024-2025             | Oxford United FC        | Championship          | 7           | 0           | 1           | -               | -               | -               | -                 | -                 | -                 | -         | -         | -         | -                      | -                      | -                      | 7     | 0     | 1     |
| Sous-total            | Sous-total              | Sous-total            | 12          | 1           | 2           | -               | -               | -               | -                 | -                 | -                 | -         | -         | -         | 1                      | 1                      | 0                      | 13    | 2     | 2     |
| 2024-2025             | Stevenage FC            | League One            | 5           | 0           | 0           | -               | -               | -               | -                 | -                 | -                 | -         | -         | -         | -                      | -                      | -                      | 5     | 0     | 0     |
| Sous-total            | Sous-total              | Sous-total            | 5           | 0           | 0           | -               | -               | -               | -                 | -                 | -                 | -         | -         | -         | -                      | -                      | -                      | 5     | 0     | 0     |
| Total sur la carrière | Total sur la carrière   | Total sur la carrière | 127         | 7           | 5           | 15              | 0               | 5               | 7                 | 1                 | 1                 | 1         | 1         | 0         | 8                      | 2                      | 4                      | 158   | 11    | 15    |

## Palmarès

### En club
- West Bromwich Albion
  - Vice-champion d'Angleterre de deuxième division en 2020.

- Ipswich Town
  - Vice-champion d'Angleterre de troisième division en 2023.